# Kangrali (BK)
Kangrali (BK) é uma vila no distrito de Belgaum, no estado indiano de Karnataka.

## Demografia
Segundo o censo de 2001, Kangrali (BK) tinha uma população de 8414 habitantes. Os indivíduos do sexo masculino constituem 51% da população e os do sexo feminino 49%. Kangrali (BK) tem uma taxa de literacia de 67%, superior à média nacional de 59,5%: a literacia no sexo masculino é de 76% e no sexo feminino é de 57%. Em Kangrali (BK), 14% da população está abaixo dos 6 anos de idade.